# Logan Cooke
Logan Edward Cooke (Columbia, Misisipi, 28 de julio de 1995) más conocido como Logan Cooke, es un jugador profesional estadounidense de fútbol americano que se desempeña en la posición de punter en Jacksonville Jaguars, equipo de la National Football League (NFL).

## Carrera
Fue seleccionado en la séptima ronda en la Reunión Anual de Selección de Jugadores de la NFL de 2018. Hizo su debut profesional con el equipo Jacksonville Jaguars, donde lleva jugando seis temporadas.